# Rear Window
Rear Window (1954) là phim ly kỳ của đạo diễn Alfred Hitchcock, biên kịch John Michael Hayes, chuyển thể từ truyện ngắn năm 1942 của Cornell Woolrich, "It Had to Be Murder". Các diễn viên chính James Stewart, Grace Kelly, Thelma Ritter, Wendell Corey và Raymond Burr. Bộ phim được những người yêu phim và giới phê bình đánh giá là một trong những bộ phim hay nhất và rùng rợn nhất của Hitchcock.
Rear Window nhận được 4 đề cử Oscar. Năm 1997, phim được Thư viện quốc hội Mỹ chọn lưu trữ trong Viện lưu trữ phim quốc gia Mỹ. Bộ phim cũng được xếp thứ 48 trong danh sách 100 phim hay nhất lần đính chính kỉ niệm 10 năm của Viện phim Mỹ.

## Nội dung
Sau khi bị một chiếc xe hơi tông gãy chân, L.B. "Jeff" Jefferies (James Stewart) buộc phải ở lỳ trong căn hộ ở tầng ba tòa nhà chung cư Greenwich Village (Manhattan, New York). Là một nhiếp ảnh gia kiêm phóng viên chiến trường, anh cảm thấy vô cùng khó chịu vì phải chịu đựng cuộc sống bất động. Chàng phóng viên độc thân giết thời gian bằng cách phóng tầm mắt xuống chiếc sân nhỏ của tòa nhà qua chiếc cửa sổ phía sau của căn hộ. Anh cũng theo dõi cuộc sống hàng ngày của tất cả những người hàng xóm, xem họ ăn, ngủ, dọn dẹp phòng và cãi cọ. Một vũ nữ mặc quần áo lót tập nhảy. Một người phụ nữ sống cô độc. Một cặp vợ chồng ngủ ngoài ban công để tránh cái nóng. Một nhạc sĩ nghèo chăm chỉ sáng tác bên cây đàn piano cũ kỹ. Một doanh nhân cũng sống ở tầng ba trong tòa nhà đối diện và thường cãi cọ với người vợ ốm yếu.

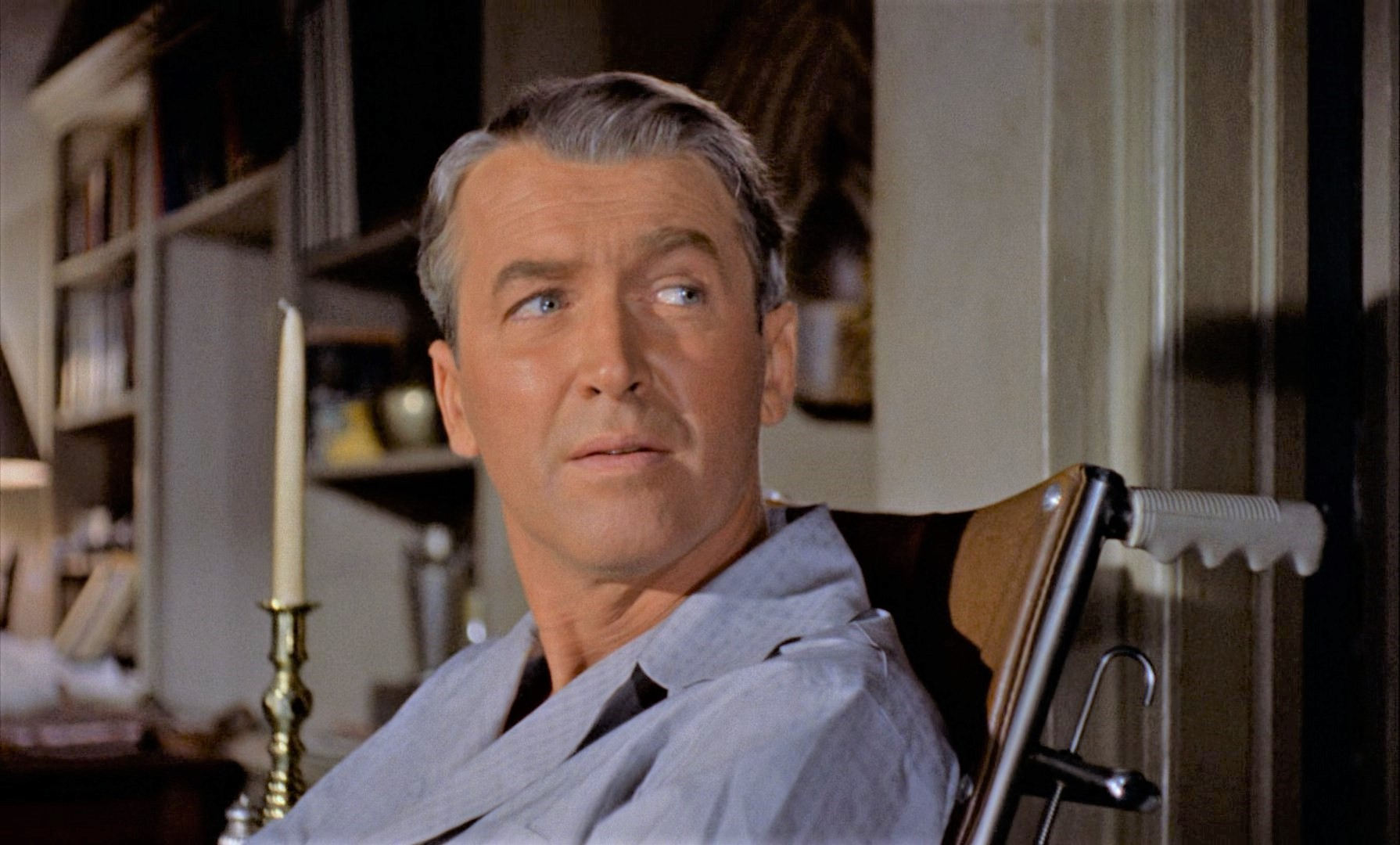
James Stewart trong vai L.B. "Jeff" Jefferies

Hàng ngày có hai người phụ nữ tới thăm Jeff: nữ y tá Stella (Thelma Ritter) và cô bạn gái Lisa Carol Fremont (Grace Kelly). Tuy là con nhà quyền quý và xinh đẹp, Lisa vẫn rất yêu Jeff. Họ luôn cãi cọ mỗi khi bàn tới tương lai. Nàng muốn cưới càng sớm càng tốt, nhưng chàng phản đối vì không tin rằng cô người yêu vốn được chiều chuộng và có lối sống khá xa hoa ("không bao giờ mặc một chiếc váy đến lần thứ hai") có thể chịu đựng cuộc sống xê dịch và nguy hiểm của một phóng viên chiến tranh như mình. Cuối cùng Lisa quyết định trừng phạt Jeff bằng cách xa anh một đêm. Đêm ấy, thời tiết trở nên nóng nực khiến Jeff không chợp mắt được. Bỗng trời đổ mưa và chàng phóng viên lại ngồi bên cửa sổ, phóng tầm mắt xuống sân. Gã doanh nhân ở căn hộ đối diện hì hục bê một chiếc thùng màu bạc ra ngoài. Jeff nhìn đồng hồ: mới 2 giờ sáng. Anh không nhìn thấy vợ của ông ta vì rèm cửa phòng ngủ đã được kéo ra. Một lúc sau, người đàn ông kia trở về và xách chiếc hòm một cách nhẹ nhàng. Có vẻ như gã vừa đem vứt một thứ gì đó rất nặng. Gã còn vác chiếc hòm ra ngoài tới hai lần giữa trời mưa tầm tã. Jeff tỏ ra ngạc nhiên, nhưng rồi ngủ quên mất.
Jeff kể câu chuyện với Stella và Lisa. Hai người quyết định ở lại căn hộ để theo dõi người doanh nhân. Khi tấm rèm cửa được vén lên, ba người phát hiện ra rằng người vợ đã biến mất. Jeff dùng ống nhóm, kính viễn vọng để quan sát. Anh thấy người đàn ông rửa một con dao to và lưỡi cưa trong gian bếp. Vài phút sau ông ta buộc một sợi dây thừng vào chiếc hòm và gọi xe tải tới mang nó đi. Stella cố gắng nhìn tên công ty sở hữu chiếc xe tải nhưng không được. Ba người đều nghĩ tới một điều: gã doanh nhân đã giết vợ. Họ tìm thấy tên ông ta ở bảng thông báo ngay phía trước tòa nhà: Lars Thorwald (Raymond Burr).
Jeff nhờ một người bạn làm nghề thám tử Thomas J. Doyle (Wendell Corey), điều tra vụ việc. Ông ta cho biết vợ của Lars Thorwald về vùng nông thôn để nghỉ ngơi. Chiếc hòm mà Lars thuê chở đi chứa toàn quần áo của người phụ nữ. Jeff, Stella, Lisa cảm thấy vô cùng xấu hổ. Nhưng một buổi tối nọ, một người dân sống trong khu chung cư hét lên khi phát hiện ra rằng con chó nhỏ yêu quý của bà đã chết vì gãy cổ. Tất cả mọi người đều chạy ra cửa sổ để nhìn xuống sân. Jefferies nhận thấy có một người duy nhất không mảy may quan tâm tới vụ việc - Lars Thorwald. Anh ta ngồi bất động trong căn phòng tối om và rít thuốc lá.

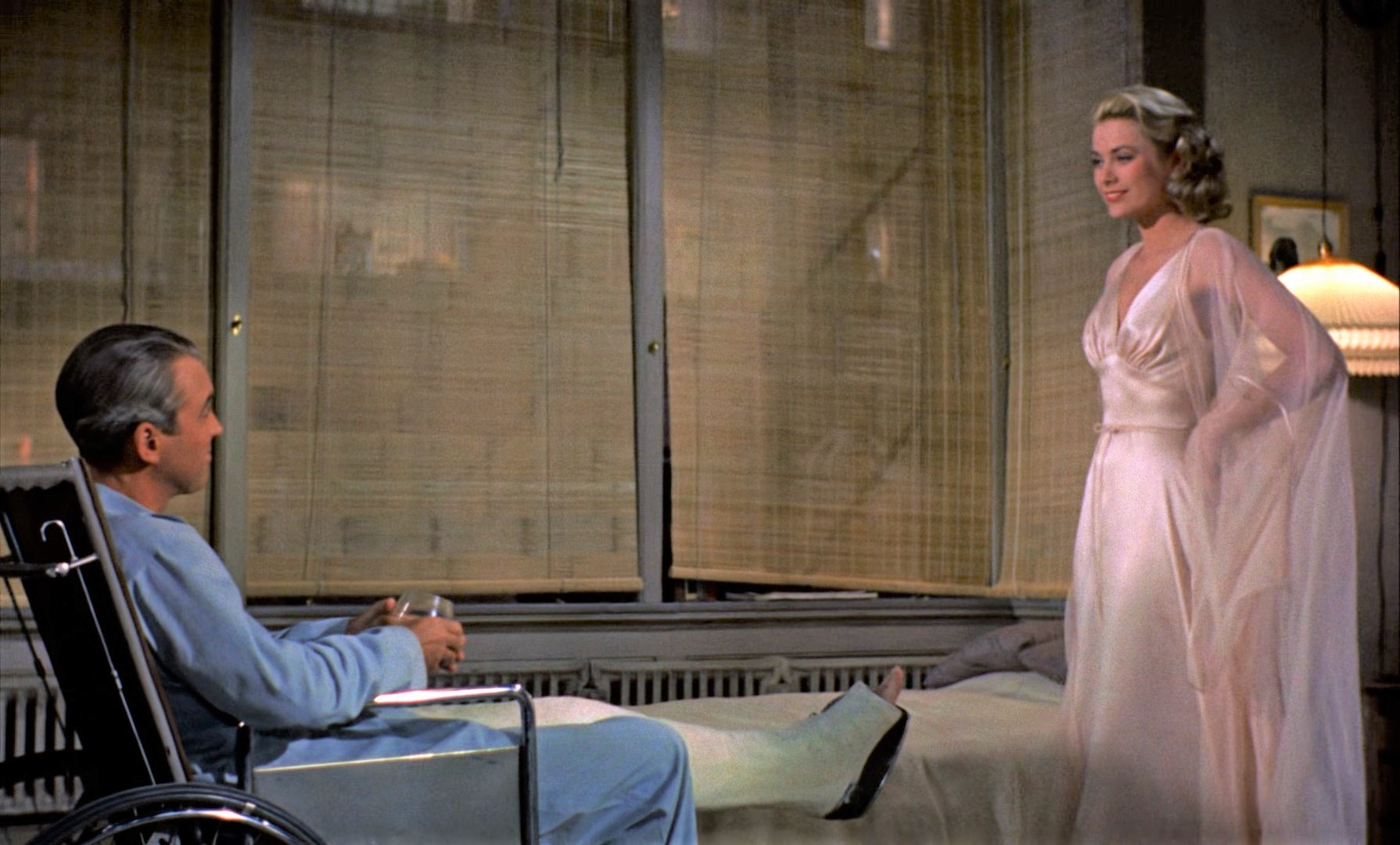
James Stewart và Grace Kelly

Tin rằng Lars chôn thi thể vợ trong khu đất trồng hoa và đã giết con chó vì sợ nó phát hiện ra cái xác, Jeff và Lisa tiến hành đào bới nhưng chẳng tìm được gì. Không chịu bỏ cuộc, Lisa đột nhập vào căn hộ của Lars. Cô tìm thấy ví và nhẫn cưới của bà Thorwald – những thứ mà phụ nữ không bao giờ quên khi đi xa. Chưa kịp rút lui thì Lisa sững sờ khi nhìn thấy Lars. Cô đã sập bẫy.
Cảnh sát ập tới và bắt Lisa, còn Lars ném một cái nhìn mỉa mai đầy sát khí sang căn hộ của Jeff. Chàng phóng viên vội vàng gọi điện cho người bạn làm thám tử, yêu cầu giúp đỡ. Anh và Stella vét hết tiền mặt để nộp tiền bảo lãnh cho Lisa. Khi Stella đến đồn cảnh sát, Jeff nhìn sang căn hộ của Lars. Nó tối om. Cùng lúc đó, anh nghe thấy những tiếng bước chân chậm rãi ở cầu thang phía dưới. Tiếng bước chân càng lúc càng trở nên rõ hơn. Lars đang đến, còn Jeff thì không thể di chuyển. Chàng phóng viên vội nhìn xung quanh, mong tìm được thứ nào đó mà anh có thể dùng làm vũ khí tự vệ. Trong lúc bị Lars đe doạ, chẳng may Jeff trượt chân ngã qua cửa sổ, ở dưới, Lisa cùng với ông thám tử và cảnh sát đang đi đến. May mắn, Jeff không chết và tố cáo tội ác của kẻ sát nhân. Cảnh sát đưa hắn đi.
Ít ngày sau, Jeff ngồi nghỉ ngơi trên chiếc xe lăn với thêm một cái chân gãy. Lisa mãn nguyện tựa vào vai anh, đọc một cuốn sách du hành Himalaya. Nhưng khi Jeff vừa chợp mắt, cô nàng chuyển ngay sang một tờ tạp chí thời trang mới.

## Diễn viên
| - James Stewart - vai L. B. "Jeff" Jefferies - Grace Kelly vai Lisa Carol Fremont - Wendell Corey - vai Thomas J. Doyle - Thelma Ritter - vai Stella - Raymond Burr - vai Lars Thorwald - Judith Evelyn - vai Cô Lonelyhearts - Ross Bagdasarian - vai Nhạc sĩ - Georgine Darcy - vai Cô Torso - Sara Berner - vai Bà vợ sống trên nhà Thorwalds - Frank Cady - vai Ông chồng sống trên nhà Thorwalds - Jesslyn Fax - vai Nhà điêu khắc hàng xóm đeo máy trợ thính - Rand Harper - vai Người chồng mới cưới - Irene Winston - vai bà Anna Thorwald - Havis Davenport - vai Người vợ mới cưới |

## Giải thưởng và vinh dự cả sự nghiệp
Bộ phim giành được 4 đề cử Oscar 
- Đạo diễn xuất sắc nhất - Alfred Hitchcock
- Kịch bản chuyển thể hay nhất - John Michael Hayes
- Quay phim xuất sắc nhất - Robert Burks,
- nhạc phim hay nhất - Loren L. Ryder, Paramount Pictures.

John Michael Hayes dành giải Edgar 1955 cho phim hay nhất.
Năm 1997, Rear Window được Thư viện Quốc hội Mỹ chọn lưu trữ trong Viện lưu trữ phim quốc gia Mỹ vì "tính văn hoá, lịch sử hay tín hiệu thẩm mỹ".
Danh sách của AFI
- 100 phim hay nhất #42
- 100 phim rùng rợn và ly kỳ #14
- 100 phim hay nhất (đính chính) #48
- 10 phim hay nhất thuộc 10 thể loại #3 Mystery[3][3]